# وادیم مارتینچیک
وادیم مارتینچیک (به انگلیسی: Vadim Martinchik) (زادهٔ ۱۹۳۴) شناگر اهل شوروی است.